# Michail Popovilyeff
Michail Popovilyeff, né le 4 novembre 1873 et mort le 20 décembre 1928, est un avocat bulgare, professeur, académicien, docteur en droit, doyen de la Faculté de droit et recteur de l'Université de Sofia.

## Biographie

### Jeunesse et études
Il étudie le droit à l'université de Lorraine à Nancy, et obtient son diplôme d'étudiant en droit à l'université de Paris en 1893. Il est également diplômé en diplomatie de l'École des sciences politiques de Paris. Il obtient un doctorat en droit de l'École des sciences politiques. Sa thèse de doctorat de 1897 est « Du rapport a succession des liberalités en droit civil français et européen et au point de vue du droit international privé ».

### Parcours professionnel
Depuis 1899, il enseigne à la faculté de droit de l'université de Sofia. Professeur de droit international depuis 1909. Fondateur et chef du département de droit international à la faculté de droit.